# یواس‌اس پینتا
یواس‌اس پینتا (به انگلیسی: USS Pinta) یک کشتی است که طول آن ۱۳۷ فوت (۴۲ متر) می‌باشد. این کشتی در سال ۱۸۶۴ ساخته شد.